# Jovani Furlan
Jovani Furlan (Joinville, 16 aprile 1993) è un ballerino brasiliano, primo ballerino del New York City Ballet dal 2022.

## Biografia
Ha iniziato a studiare danza all'età di undici anni e a quattordici è stato scelto da Michail Baryšnikov per danzare ne Lo schiaccianoci al Joinville Dance Festival. Nel 2017 ha partecipato al concorso internazionale di balletto degli Stati Uniti, dove è stato notato da Edward Villella, che gli ha offerto una borsa di studio per perfezionarsi con la scuola di danza del Miami City Ballet. Nel 2012 è stato scritturato ufficialmente dalla compagnia, di cui è diventato solista nel 2015 e primo ballerino nel 2017. Nei suoi cinque anni con il Miami City Ballet ha danzato coreografie di George Balanchine, Jerome Robbins, John Cranko, Twyla Tharp, Paul Taylor, Peter Martins, Christopher Wheeldon, Justin Peck, Aleksej Ratmanskij e Liam Scarlett.
Nel 2019 si è unito al New York City Ballet in veste di solista, facendo il suo esordio con la compagnia in DGV: Danse à Grande Vitesse di Wheeldon. Nel 2022 è stato proclamato primo ballerino della compagnia. Con la compagnia newyorchese ha danzato un vasto repertorio di balletti di George Balanchine, tra cui Allegro Brillante, Ballet Imperial, Episodes, Jewels, Sogno di una notte di mezza estate (Demetrio), Lo schiaccianoci, Serenade, Slaughter on Tenth Avenue, Square Dance, Il lago dei cigni, Symphony in Three Movements, Theme and Variations, Tchaikovsky Pas de Deux e La Valse.

## Vita privata
È dichiaratamente gay.